# Ангел Петров (дипломат)
Ангел Петров Николов е български дипломат, преводач и публицист от Македония.

## Биография
Ангел Николов е роден през 1883 година в южномакедонския град Енидже Вардар, тогава в Османската империя, днес в Гърция. Участва в Македоно-одринското опълчение през Балканските войни. По-късно е преводач в Българското консулство в Солун. Секретар е на специалния правителствен комисар при Министерството на външните работи и на изповеданията (МВРИ) и член на съвместните гръцко-българска и сръбско-българска комисии по репатриране на малолетни. Член на българската делегация на ХІІІ (1938) и ХІV (1939) международни изложения в Солун. В края на август и началото на септември 1938 година Ангел Николов е в Солун за международното изложение и след това на 18 май 1939 година пише доклад, в който разказва за посещението на гръцкия крал в Егейска Македония - в Екши Су една девойка не му отговорила как се казва, тъй като не знаела гръцки, същото станало и в Суровичево и кралят се оплакал, че в номите Пела и Лерин „населението не говори гръцки, а си служи с чужд език“.